# Ducula oenothorax
La dúcula de Enggano (Ducula oenothorax) es un ave de la familia Columbidae. Es una especie endémica de la Isla Enggano, Indonesia.

## Características
La paloma mide 44 centímetros, su parte superior es de color turquesa, su cabeza es gris y su cuello tiene un anillo blanco. Su pecho tiene un color púrpura o rosa.